# Темянець
Темянець — річка  в Україні, в Малинському  районі Житомирської області. Ліва притока Студеня (басейн Дніпра).

## Опис
Довжина річки приблизно 6 км. Формується з багатьох безіменних струмків.

## Розташування
Бере початок на північному заході від Будо-Вороб'їв. Тече переважно на північний захід і на північному сході від села Нові Вороб'ї впадає у річку Студень, ліву притоку Різні.